# 鲸歌

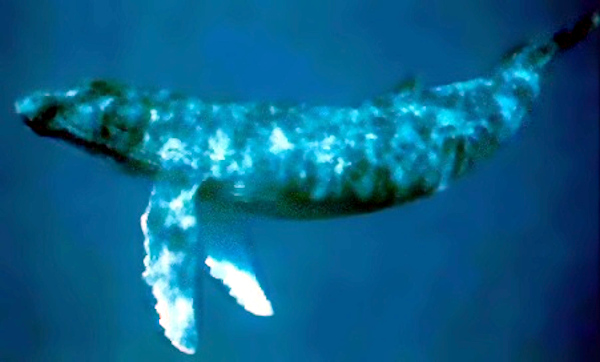
座頭鯨是出色的歌唱家

鲸歌或鲸语或稱作鯨詠指的是人类通过仪器在鲸类交流时搜集到的声音。由于某些种类的鲸（比如座頭鯨）常常发出的声音模式是可预测而重复的，所以鲸类学家将其比喻为人类世界中的“歌”声。
不同的鲸类产生的声音方法是不同的。无论如何，由于水对光线的吸收造成视力困难，以及相较空气来说较慢的水流速度使得嗅觉也无用武之地。因此所有的鲸、海豚以及齿鲸亚目动物都比它们的陆地親戚更加依赖于声音进行交流沟通。由于人类航海产生的大量环境噪声对海洋动物这一重要破坏性影响已经引起环保主义者们的关注。

## 聲音製造的方法
人类发声是通过挤压喉部空气产生。喉部声带的打开与关闭产生分散气流是发音所必须的。这些分散气流包经由喉咙，舌以及唇而发出不同的声音。
鲸类动物发声的机理与此不同。其准确的发声机理又因两个主要的不同族群而又有所区别：齿鲸小目（齿鲸—包括海豚、抹香鯨等）与鬚鯨小目（须鲸—包括最大型的鲸类，如蓝鲸）。

### 齿鲸发音机理

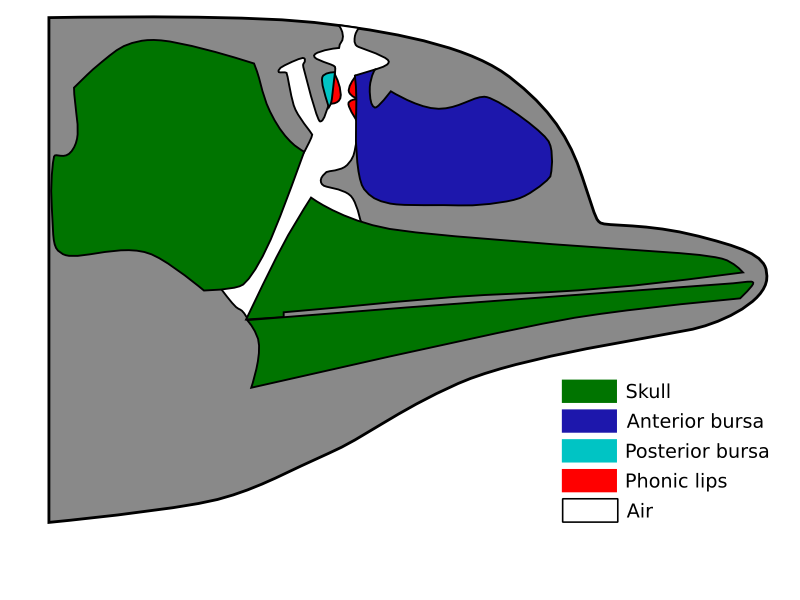
理想化的齿鲸头部的发音部位。该图像由克兰福德重画（2000年）

齿鲸不会发出通常那样长而低频的鲸语声。它们产生的声音是高频快速的嘀达声或啸叫声。单个的“嘀达”声是用来进行回声定位的，而口哨声则是用来进行沟通用途。虽然很多海豚都会发出不同的啸叫，但目前人类只了解其中很少声音的意义。研究者Frankell（1998年）将其比喻为通过听操场上一组小孩们的声音而辨别出中间的含义。
齿鲸声音的发声机理是通过挤压空气进入一个称为声唇的类似人类鼻腔的头部结构而产生的。辑由空气进入狭窄的通道，声唇薄膜互相闭合在一起，这导致周围的组织发生震动。这种震动，类似于人类的喉，是在无意识下灵敏控制的。接着，这些震动通过头部组织到达額隆 - 它决定了声波的音调以及方向以便进行回声定位。除了抹香鲸外的每种齿鲸都有两对声唇，因此，它们可以同时发出两个互相独立的声音。一旦穿越声唇的空气就会进入前庭的液囊。在那里空气可能循环回鼻结构的下部，并在那里为下一次发声做好准备，或者，空气通过喷水孔排出。
这是因为声唇结构形似，在法语裡，声唇的名字是museau de singe，意思是“猴唇”。在2004年使用X射线断层成像和单光子放射断层成像技术而进行的新头骨分析表明至少对于宽吻海豚，通过腭方括约肌进入鼻结构的空气是来自肺，这使得声音产生时间能与海豚屏住呼吸的时间一样长（Houser等人，2004年）。

### 须鲸发音机理
须鲸没有声唇结构。雖然它们有喉部，但须鲸类又缺少声带。這使科學家推測其发音机理不可能完全与人类一样，因为鲸类不能通过呼气而发音。可能的情况是：须鲸通过将空气在整个身体内循环而发音。头盖骨上的窦也可能有发音用途。
2024年的一篇論文透過研究塞鯨、小鬚鯨、座頭鯨等三種鬚鯨的喉部，發現牠們有一U型結構及一層脂肪墊，透過覆蓋其上的黏膜震動而發聲。其發聲頻率約40至600赫兹，特殊情形甚至能達到6000赫茲。

## 鯨製造聲音的目的
座头鲸（以及一些蓝鲸）那复杂而令人难忘的歌声据信主要目的是用来择偶（见下节），其它鲸类比较简单的声音则全年不变。齿海豚（包括虎鲸）更能够使用声纳系统定位（本质上是发出超声波束）来精确探测物体的大小以及属性，须鲸没有这种能力。另外，不像鲨鱼那样：鲸的嗅觉系统并未高度发展。在水生环境能见度一般也很低，只有声音仍然能够很好传播，人耳可听范围内的声音对鲸来说是导航信号。例如，水深或是前方存在一个大的障碍物可以被须鲸发出的大噪声探测到。

## 座頭鯨之歌

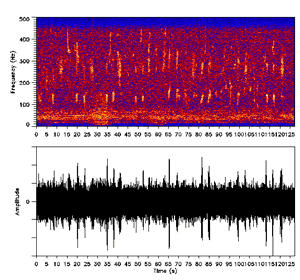
座頭鯨的聲譜圖，10倍速度播放—

座头鲸和在印度洋发现的蓝鲸亚种，是已知的能够产生重复甚高频的歌声的鲸魚种类。海洋生物学家Philip Clapham描述它们“大概是动物王国中最复杂的‘歌声’了”（Clapham，1996年）。
雄性座头鲸只在交配季节发出这种声音，所以人们假设这种歌声的目的是帮助择偶。这种歌声是否是一种雄性为争夺同一配偶而产生的竞争行为，或其意义主要在于划分地盘还是一种雄性对雌性的“调情”行为仍然未知，相关的研究仍然在进行中。
大众对鲸类歌声的兴趣是被研究员羅傑·彭（Roger Payne）与Scott McVay激发起来的，他们在1971年分析了鲸歌。这些歌声有明显的层次结构。歌声的基本单位（有时简单的称为“音符”）是单个不间断的持续几秒钟的喷射声。这些声音频率从20赫茲至1萬赫茲不等（典型人耳可听范围为20赫茲至2萬赫茲）。这些声音单位即可调整频率（即：声调可上可下，或是在在音符内保持一样）也可调整幅度（声音变大变小）。
已知四至六个基本单位组成一个单词，这种单词一般持续十秒。两个单词是一个短语。一头鲸一般会在一至两分钟内不断重复同一个短语 - 这被称为一个主题。几个主题和在一起被称为一首歌。鲸会重复唱同一首歌，这大约会持续二十分钟，然后不停的重复数个小时甚至数天。“俄罗斯套娃”的比喻抓住了科学家们对这种层次声音的想象力。
另外，每头鲸的歌声还会随着时间缓慢变化。例如，通常大约一个月的时间里会有一个特别“提升”（频率增加）的单位慢慢降低变为一个普通音调。另一个单位的音强则慢慢稳定增大。鲸歌变化的步伐也是会改变的：某些年内歌声会快速变化，而另外一些年内则只会发现很少有变化。

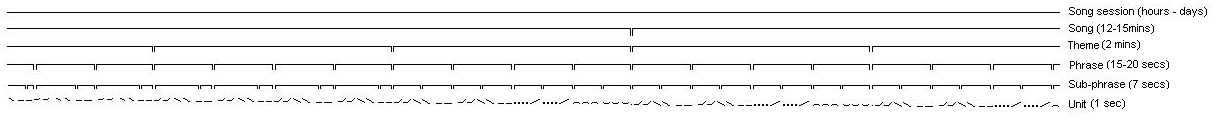
理想化的座头鲸歌声示意图。羅傑．彭等人重画（1983年）

在相同区域内的鲸趋向于唱相似的歌，它们之间差异很小。来自不相重叠区域的鲸唱的歌声基本单位完全不同。
研究鲸歌声的进化显示过去的歌声不会被重新演唱。一项长达19年对鲸歌声的分析对歌声中的通用模式加以标记，相同的组合从来没有出现过。
座头鲸也能发出多个不是一首歌的单音节，特别是在求爱仪式上更是如此。座头鲸发出声音的三分之一是觅食信号。这是一种稳定于通常频率的长声（持续5–10秒）。座头鲸通常成群合作觅食，它们通常的方法是一起潜游到鱼群下方然后同时一起垂直向上捕鱼直到跃出水面。在发动进攻前，鲸需会发出觅食信号。该信号准确的目的目前不太清楚，但研究人员相信鱼类能理解其中信息。当研究者向鱼群发出信号时，一组青鱼对声音作出了反应并快速游離发声处，虽然当时附近并没有鲸类出没。

## 其他鯨之歌
大部分须鲸类发出的声音在15–20赫兹之间。不过，在Woods Hole海洋研究机构工作的海洋生物学家在2004年12月曾向《新科学人》报告他们曾记录下了一12岁大的北太平洋鲸用52赫兹的音调“唱歌”。这些科学家对此戏剧性的非凡现象没有办法解释，他们肯定这头鲸是须鲸，并且肯定不是一个新种，这暗示现在已知种类的鲸可能有比以前所知更为宽广的音域。
大部分其他鲸和海豚发出复杂而不同度的声音。特别有趣的是白鲸（又被称为“海洋金丝雀”），它能发出音域变换宽广的啸叫，嘀哒声或是脉冲声。

## 與人類交流

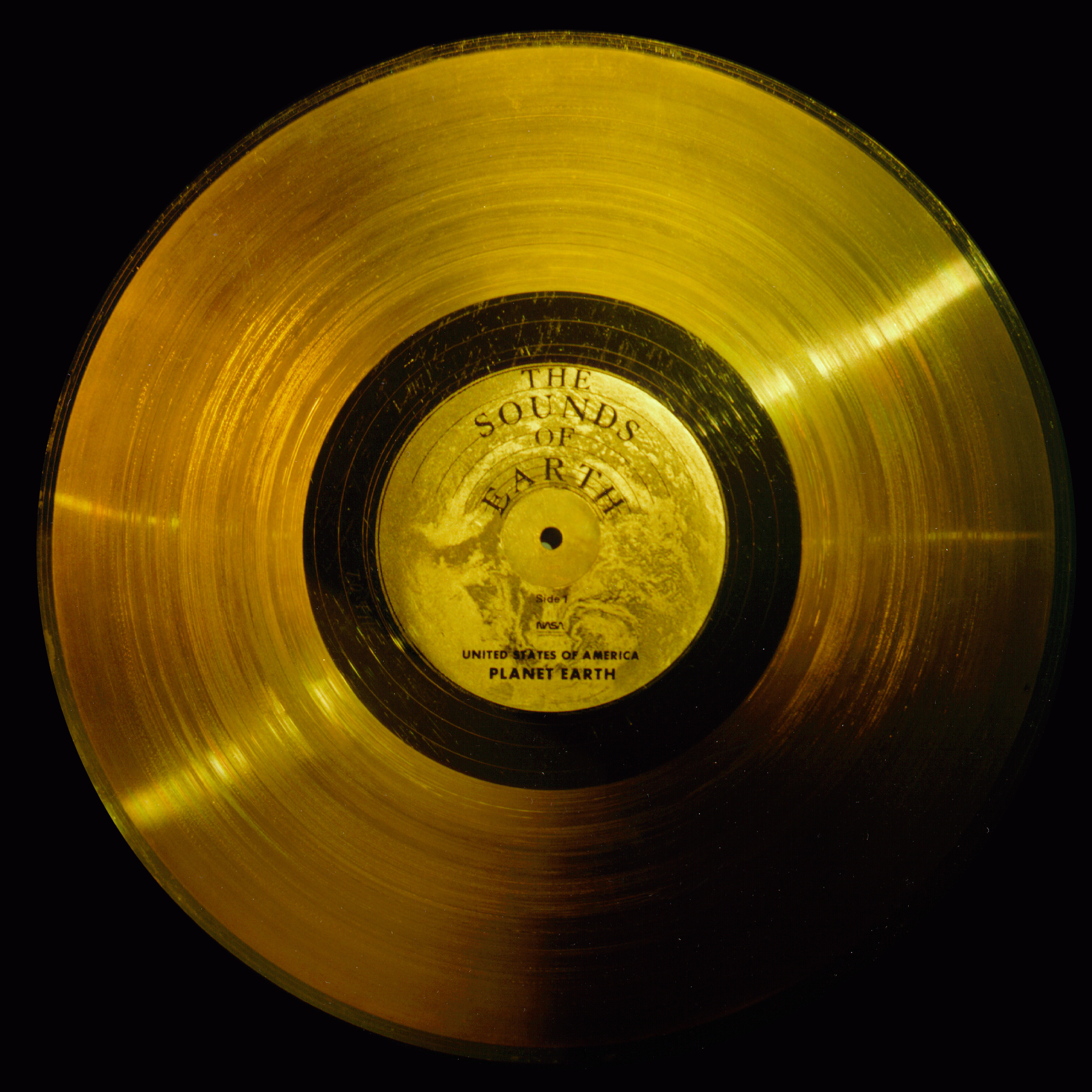
旅行者号空间探测器携带的黄金唱盘将鲸鱼的歌声连同其他表现地球行星的声音一同带往了外层空间

虽然一些观察者相信因为鲸类生活在水中，使得人们过度迷恋而天真化了这种现象，但大部分海洋哺乳动物科学家相信这些声音在鲸类日常生活和发展中扮演了特别重要的角色。有人争论这是反对捕鲸的人士可能通过试图人格化这种行为来支持他们的观点。相反的，那些经常捕鲸的国家则倾向于矮化这些声音的意义，一个类比的例子是牛发出的“哞”声几乎没有任何意义。
研究人员们使用水中听音器（通常从他们原先军方使用跟踪潜艇的设备改装）来确定鲸发出的这些声音的准确起源地点。该方法也允许他们可以探测到这些声音能够在海洋中传播多远。康奈尔大学Christopher Clark博士的研究通过三十年的军方数据显示鲸的声音可以传播超过3000公里。就和鲸歌声提供信息那样，数据允许研究人员在鲸的“歌唱”（交配）季跟踪鲸的迁徙路径。
先于人类，Clark认为鲸的这些声音能从海洋的一边传向另一边。他的研究也显示每十年环境噪声就会双倍增加。这使得鲸语传遍的范围会减小一半。那些相信鲸之歌对鲸类福祉和继续繁衍后代有重要意义的人特别关注于这些环境噪声的增加可能带来的危害。其他研究显示随着船舶运输的增加——像是在离温哥华港不远的地方——已经导致一些虎鲸改变了它们的发音声调频率并且加大了它们的发音音量，这显然是试图避免使它们的声音受到干扰。环保人士担忧这类海上活动会对海中动物增添过度的壓力，而造成它们配偶困难。